# Платиніт
Платині́т (рос. платинит; англ. platynite; нім. Platynit m) — мінерал, бісмутовий сульфоселенід свинцю.
Від грецьк. «платіно» — роблю плоским (G.Flink, 1910).

## Загальний опис
Хімічна формула:
1. За Є. Лазаренком: Pb4Bi2Se2S4.
2. За К.Фреєм: PbBi2(SeS)3.
3. За Г.Штрюбелем і З. Х. Ціммером: Pb4Bi7Se7S4.

Склад у % (з родов. Фалунь, Швеція): Pb — 25,80; Bi — 48,98; S — 4,36; Se — 18,73. Домішки: Cu (0,32); Fe (0,30).
Сингонія тригональна.
Форми виділення: тонкі пластинки або листочки.
Спайність ясна.
Густина 7,98.
Твердість 2,0—3,5.
Колір залізо-чорний до сталево-сірого.
Риса чорна, блискуча.
Блиск металічний, частково тьмяний. Непрозорий. Схожий на графіт. Рідкісний.
Знахідки: Фалун (Швеція), Магаданська обл. (РФ).